# Saint-Étienne-de-Brillouet
Saint-Étienne-de-Brillouet è un comune francese di 495 abitanti situato nel dipartimento della Vandea nella regione dei Paesi della Loira.

## Società

### Evoluzione demografica
Abitanti censiti